# Malé Prespanské jezero
Malé Prespanské jezero (albánsky Liqeni i Prespa e Vogël,  Λίμνη Μικρή Πρέσπα) je jezero na hranicích Albánie (kraj Korçë) a Řecka (Západní Makedonie). Leží jižně a o 3 m výše než Prespanské jezero v nadmořské výšce 856 m. Má rozlohu 47,4 km² (v Řecku 43,5 km², povodí 138 km², v Albánii 3,9 km², povodí 51 km²). Je 15,3 km dlouhé a maximálně 6,3 km široké. Dosahuje maximální hloubky 8 m.

## Vodní režim
Z jezera odtéká voda průtokem dlouhým 1 km do Prespanského jezera a z albánského konce průtokem do řeky Devolli. V obou případech končí v Jaderském moři.

## Ostrovy
Na jezeře se nacházejí malé ostrovy Vitrinetsi a Agios Achilleios.

## Osídlení pobřeží
Na řecké straně leží vesnice Mikrolimni a Píli.